# Rita Mae Brown
Rita Mae Brown (Hanover, 28 novembre 1944) è una scrittrice, poetessa e sceneggiatrice statunitense.
È stata anche candidata ad un Emmy.

## Biografia
Nata ad Hanover (Pennsylvania), cresciuta in Florida, vive dal 2004 vicino a Charlottesville in Virginia.
All'inizio degli anni sessanta si iscrive alla University of Florida ma è espulsa per aver partecipato ad una manifestazione in favore dei diritti civili. Più tardi si trasferisce a New York, si iscrive alla New York University dove si laurea in Letteratura Classica e Inglese. Dalla New York School of Visual Arts riceverà successivamente una seconda laurea, in Cinematografia e dall'Institute for Policy Studies in Washington, D.C, un dottorato in Scienze Politiche.
Alla fine degli anni sessanta inizia ad interessarsi attivamente di politica entrando a far parte come femminista di diverse organizzazioni tra cui l'allora nascente National Organization for Women, l'American Civil Right Movement e il movimento contro la guerra in Vietnam.
All'inizio degli anni settanta contribuisce in maniera determinante alla fondazione di The Furies un giornale lesbico-femminista, il quale sosteneva che l'eterosessualità fosse la causa di tutte le oppressioni.
Il cantautore americano Bob Dylan scrisse una canzone durante la registrazione del suo album Desire del 1976 dal titolo "Rita May", dedicata a Rita Mae Brown.

## Carriera
La Brown è autrice di numerosi libri, tra cui La giungla di fruttirubini e Cuore sudista tradotti anche in italiano.
Inoltre, insieme al suo gatto 'Sneaky Pie Brown', è autrice di una serie sul mistero che ha per protagonisti animali. Due libri della serie sono stati pubblicati nella colonna I Classici del Giallo Mondadori: Il gatto fiuta la pista e La traccia del gatto.
Ha scritto la sceneggiatura del film The Slumber Party Massacre, intesa come parodia del genere slasher. I produttori hanno invece deciso di farne una versione seria.

## Vita privata
È stata la compagna della tennista Martina Navrátilová, della attrice e scrittrice Fannie Flagg, di Judy Nelson (altra precedente fiamma della Navratilova), e della donna politica Elaine Noble.

## Opere

### Poesie
- 1971 The Hand that Cradles the Rock
- 1973 Songs to a Handsome Woman

### Romanzi lesbici
- 1973 La giungla di fruttirubini (Rubyfruit Jungle)[1]; ripubblicato nel 2001 con il titolo La giungla dei fruttirubini ISBN 8887939187[1]
- 1976 In Her Day
- 1978 Six of One
- 1983 Sudden Death
- 1988 Bingo
- 1993 Venus Envy
- 2000 Loose Lips
- 2001 Alma Mater

### Romanzi storici
- 1982 Southern Discomfort
- 1986 Cuore sudista (High Hearts)[1]
- 1994 Dolley
- 1996 Riding Shotgun

### Polizieschi/Gialli
Serie "Mrs. Murphy"
- 1990 Wish You Were Here, ISBN 0553058819 - ISBN 9780553058819
- 1992 Rest In Pieces, ISBN 0553562398 - ISBN 9780553562392
- 1994 Murder at Monticello, ISBN 0553572350 - ISBN 9780553572353
- 1995 Pay Dirt or Adventures at Ash Lawn, ISBN 0553572369 - ISBN 9780553572360
- 1996 Murder, she meowed, ISBN 0553572377 - ISBN 9780553572377
- 1998 Murder On the Prowl, ISBN 0553575406 - ISBN 9780553575408
- 1999 Il gatto fiuta la pista (Cat on the Scent), ISBN 0553575414 - ISBN 9780553575415, I Classici del Giallo Mondadori n. 1018[1]
- 1999 Sneaky Pie's Cookbook, ISBN 055310635X - ISBN 9780553106350
- 2000 Pawing Through the Past, ISBN 0553580256 - ISBN 9780553580259
- 2001 Claws and Effect, ISBN 0553580906 - ISBN 9780553580907
- 2002 Catch As Cat Can, ISBN 0553580280 - ISBN 9780553580280
- 2003 La traccia del gatto (The Tail Of the Tip-Off), ISBN 0553582852 - ISBN 9780553582857, I Classici del Giallo Mondadori n. 1061[1]
- 2004 Whisker of Evil, ISBN 0553582860 - ISBN 9780553582864
- 2005 Cat's Eyewitness, ISBN 0553582879 - ISBN 9780553582871
- 2006 Sour Puss, ISBN 055380362X - ISBN 9780553803624
- 2007 Puss N' Cahoots, ISBN 0553803646 - ISBN 978-0553803648

Serie "Sister Jane"
- 2000 Outfoxed
- 2002 Hotspur
- 2003 Full Cry

### Sceneggiature
- Table Dancing, sceneggiatura originale per Universal Pictures
- Sweet Surrender, sceneggiatura originale per Twentieth Century Fox
- Ruby Fruit Jungle, adattamento cinematografico
- Six of One, adattamento cinematografico
- Southern Discomfort, adattamento cinematografico per Margot Kidder & Godmother Productions
- Thursdays 'til Nine, sceneggiatura originale per Walt Disney Productions
- Room to Move and Sleepless Night, sceneggiatura originale per New World Productions

### Sceneggiature televisive
- 1981 I Love Liberty
- 1985 The Long Hot Summer
- 1985 My Two Loves
- 1986 The Alice Marble Story
- 1987 The Mists of Avalon
- 1987 Nora's Ark
- 1988 The Girls of Summer
- 1989 Rich Men, Single Women
- 1989 Selma, Lord, Selma
- 1990 Home, Sweet Home
- 1990 Southern Exposures
- 1991 The Lucy Story
- 1991 Werewolf Concerto
- 1992 The Woman Who Loved Elvis
- 1993 Gluttony/The Seven Deadly Sins
- 1993 The Nat Turner Story
- 1994 The Wall
- 1994 A Family Again
- 1997 Mary Pickford

### Altro
- 1961 Hrotsvitha: Six Medieval Latin Plays (opera teatrale)
- 1976 A Plain Brown Rapper (trattato di politica)
- 1988 Starting From Scratch (manuale per scrittori)
- 1997 Rita Will: Memoir of a Literary Rabble-Rouser (autobiografia)